# إفثيميس باكاتسياس
إفثيميس باكاتسياس (باليونانية: Ευθύμης Μπακατσιάς)‏ مواليد 14 يناير 1968 في أثينا، هو لاعب كرة سلة يوناني سابق. بدأ مسيرته الاحترافية في سنة 1989. يبلغ طوله 6 قدم 5 بوصة (2.0 م). مثّل منتخب بلاده. شارك في دورة الألعاب الأولمبية الصيفية سنة 1996. اعتزل اللعب في 2000.

## روابط خارجية
- إفثيميس باكاتسياس على موقع الاتحاد الدولي لكرة السلة (الإنجليزية)
- إفثيميس باكاتسياس على موقع كرة السلة الأوروبية.كوم (الإنجليزية)
- إفثيميس باكاتسياس على موقع ريلجم (الإنجليزية)
- إفثيميس باكاتسياس على موقع بروبوليرز (الإنجليزية)
- إفثيميس باكاتسياس على موقع سبورتس رفرنس (الإنجليزية)
- إفثيميس باكاتسياس على موقع اللجنة الأولمبية الدولية (الإنجليزية)
- إفثيميس باكاتسياس على موقع أوليمبيديا (الإنجليزية)